# Jelena Lozanić Frotingham
Jelena Lozanić Frotingham cyr. Јелена Лозанић Фротингхам (ur. 12 marca 1885 w Belgradzie, zm. 6 lutego 1972) – serbska działaczka humanitarna i na rzecz praw kobiet, pielęgniarka i pisarka. Podczas I wojny światowej wyjeżdżała z Serbii do Stanów Zjednoczonych, aby zbierać dary dla żołnierzy i sierot. Po zakończeniu wojny założyła sierociniec w Guéthary we Francji, gdzie opiekowała się sierotami hiszpańskiej wojny domowej. Została odznaczona Orderem Orła Białego, najwyższym odznaczeniem Serbii.

## Życiorys
Jelena Lozanić urodziła się 12 marca 1885 roku w Belgradzie w Królestwie Serbii jako córka Stanki i Simy Lozanicia. Ojciec był serbskim chemikiem, prezesem Serbskiej Akademii Królewskiej i pierwszym rektorem Uniwersytetu w Belgradzie. Pełnił również funkcję ministra spraw zagranicznych i ministra przemysłu. Jelena była najmłodsza z trójki rodzeństwa. Brat Milivoje S. Lozanić (1878–1963) został wykładowcą i chemikiem, a Ana Marinković (1881–1973) malarką.
W 1910 roku Lozanić została sekretarzem Narodowego Związku Serbskich Kobiet. W tym samym roku uczestniczyła w Drugiej Międzynarodowej Konferencji Kobiet Socjalistycznych w Kopenhadze jako delegat Rady Serbskich Kobiet. Podczas VI Kongresie Międzynarodowego Stowarzyszenia Kobiet w 1911 roku w Sztokholmie uczestniczyła w dyskusji na temat edukacji kobiet oraz związku pomiędzy problemami kobiet, a nauczaniem w Serbii.
W latach 1912–1913 podczas wojen bałkańskich Lozanić pracowała w sierocińcu „Świętej Heleny” i ukończyła kurs pielęgniarski, aby pomóc w opiece nad rannymi w ośrodku dla rekonwalescentów we Vračarze.
W 1914 roku po rozpoczęciu kampanii serbskiej podczas I wojny światowej Lozanić uciekła z rodziną do Niszu, wojennej stolicy Serbii. Pracowała tam w szpitalu, a w listopadzie 1914 roku Serbski Czerwony Krzyż wyznaczył ją na przedstawiciela, który miał zabiegać o pomoc humanitarną w Stanach Zjednoczonych. W styczniu 1915 roku odbyła podróż po Stanach Zjednoczonych i Kanadzie. Po założeniu organizacji nazwanej Serbskim stowarzyszeniem opieki nad dziećmi, Lozanić odbyła w latach 1915–1920 trzy podróże do obu Ameryk, aby zebrać fundusze i pomoc dla uchodźców, w tym żywność, odzież i sprzęt medyczny do walki z tyfusem i gruźlicą. Współpracowała również z Komitetem ds. Pomocy Serbii, który miał siedzibę w Kalifornii i północnej Francji, aby uzyskać bydło mleczne i zboże dla serbskich rolników.
W Serbii Lozanić zakładała szpitale polowe. Kiedy wojna się skończyła, została wyznaczona na szefa Państwowego Komitetu Pomocy i przede wszystkim koncentrowała się na zakładaniu domów dla sierot wojennych. Wróciła do Stanów Zjednoczonych, gdzie spotkała pracownika amerykańskiego Czerwonego Krzyża Johna Whipple Frotinghama, który znał problemy Serbii, bo podróżował po niej w latach 1917–1919.
Pod koniec 1920 roku Lozanić i Frotingham zaręczyli się i pobrali 3 stycznia 1921 roku podczas podwójnej ceremonii w soborze św. Mikołaja na Manhattanie i w kościele Zbawiciela na Brooklynie. Po ślubie para nadal współpracowała przy projektach humanitarnych, mieszkając przez cały rok w swoim domu w Greenburgh w hrabstwie Westchester. Tam w 1923 roku urodziła się ich córka Anna. Część roku para spędzała w posiadłości w Guéthary we Francji. Podczas hiszpańskiej wojny domowej para oddała swój dom w Guéthary na sierociniec i ośrodek dla dzieci rozdzielonych z rodzinami. Gdy zarówno ojciec, jak i mąż zmarli w 1935 roku, wróciła z córką do Greenburgh.
W 1941 roku założyła Komitet Amerykańskich Przyjaciół Jugosławii, który później stał się Jugosłowiańskim Funduszem Pomocy. W 1970 roku został opublikowany zbiór jej listów do rodziny, które wysyłała podczas podróży do Stanów Zjednoczonych w okresie I wojny światowej. Książka otrzymała tytuł Dobrotvorne misije za Srbiju.
Zmarła we Francji 6 lutego 1972 roku.

## Odznaczenia
W 1920 roku za działalność humanitarną została odznaczona najwyższym odznaczeniem Serbii Orderem Orła Białego.